# Fernandina Beach
Fernandina Beach è una città degli Stati Uniti d'America situata ad Amelia Island, in Florida, nella Contea di Nassau, della quale è il capoluogo.